# PalaPansini
Il PalaPansini è il principale palazzo dello sport di Giovinazzo, nella città metropolitana di Bari. Il palasport è intitolato alla memoria del dottor Antonio Pansini.